# Rocky XXX: A Parody Thriller
Rocky XXX: A Parody Thriller ist eine Porno-Parodie aus dem Jahr 2011. Der Film fasst thematisch die ersten drei Boxer-Filme der Rocky-Filmreihe zusammen.

## Inhalt
Nach langem Training kämpfen die Kollegen Rocky und Apollo Creed miteinander im Ring. Ebenso haben die beiden sexuelle Erlebnisse außerhalb des Sports mit ihren Freundinnen.

### Szenen
- Szene 1. Andy San Dimas, Anthony Rosano
- Szene 2. Chastity Lynn, Mr. Marcus
- Szene 3. Lily Labeau, Tyler Knight
- Szene 4. Andy San Dimas, Anthony Rosano
- Szene 5. Madison Ivy, Jack Lawrence

## Produktion und Veröffentlichung
Die Produktion und den Vertrieb übernahm Adam & Eve. Regie und Drehbuch wurde von Will Ryder durchgeführt. Drehort war Los Angeles. Erstmals wurde der Film am 23. September 2011 in den Vereinigten Staaten auf DVD veröffentlicht.

## Nominierungen
- AVN Awards, 2012
  - Nominee: Best Music Soundtrack
  - Nominee: Best Parody: Drama
  - Nominee: Best Actor, Anthony Rosano
  - Nominee: Best Supporting Actor, Mr. Marcus

- Nightmoves, 2012
  - Nominee: Best Parody: Drama

- XBiz Awards, 2012
  - Nominee: Acting Performance of the Year: Male, Anthony Rosano
  - Nominee: Parody Release of the Year: Comedy
  - Nominee: Director of the Year: Individual Project, Will Ryder

- XRCO Awards, 2012
  - Nominee: Best Parody: Drama